# Konstanty Czawaga
Konstanty Czawaga – ukraiński dziennikarz polskiej narodowości pochodzący z Kołomyi i mieszkający we Lwowie. Jest absolwentem studiów dziennikarskich na Uniwersytecie im. Iwana Franki we Lwowie. Był jednym z założycieli i członkiem pierwszego zarządu Towarzystwa Kultury Polskiej Ziemi Lwowskiej oraz redaktorem wydawanej przez nie Gazety Lwowskiej. Pełnił funkcję referenta ds. środków przekazu w kurii archidiecezji lwowskiej. Obecnie jest związany z Kurierem Galicyjskim, jest także lwowskim korespondentem Katolickiej Agencji Informacyjnej i Radia Watykańskiego.
Jest kawalerem Orderu św. Grzegorza Wielkiego. Otrzymał też odznakę honorową „Zasłużony dla Kultury Polskiej”.